# Chyliza consanguinea
Chyliza consanguinea är en tvåvingeart som beskrevs av Ignaz Rudolph Schiner 1868. Chyliza consanguinea ingår i släktet Chyliza och familjen rotflugor. Inga underarter finns listade i Catalogue of Life.